# Utu-hegal

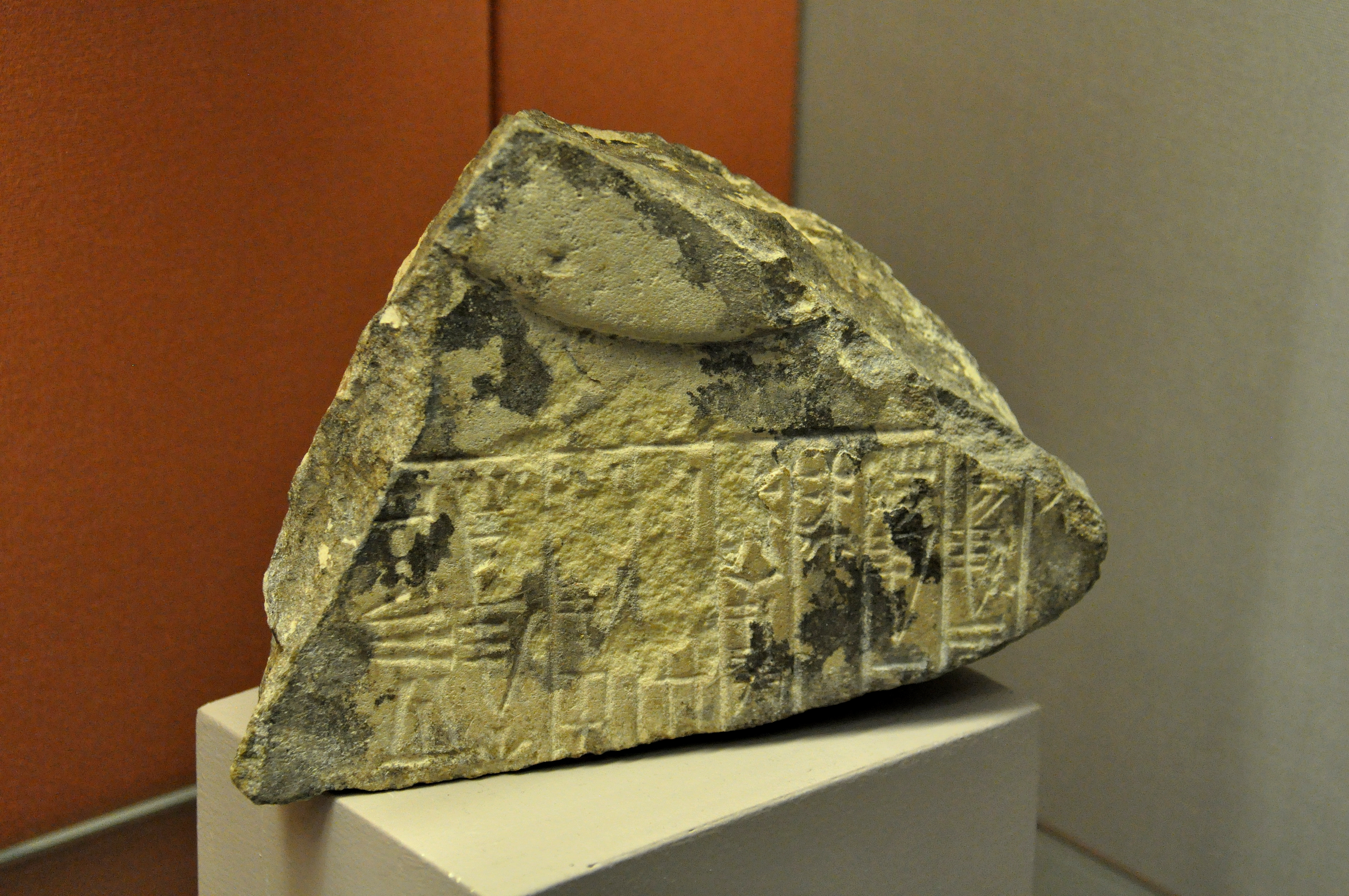
Roca inscrita con el nombre de Utu-Hegal en el Museo Británico, London

Utu-ḫegal, en sumerio 𒀭𒌓𒃶𒅅, Dutu-ḫe₂-g̃al₂ también transcrito como Utukhegal, (segunda mitad del siglo XXII a. C.) fue el último rey de la V Dinastía de Uruk. Formó una coalición de ciudades-Estado sumerias para acabar con el yugo guteo. Venció a los gutis y acabó con su supremacía, pero no pudo aprovechar su triunfo.
El último rey guti fue el débil y pacifista príncipe Tirigan, recién llegado al trono, quien fue derrotado y tomado prisionero junto con su familia por Utu-ḫegal, quien se convirtió en el gobernante de Sumer y Acad. No obstante, fue incapaz de mantener su hegemonía, siendo derrotado 7 años después de su victoria contra los guti por Ur-Nammu, rey de Ur. Este sería el fundador de la III Dinastía de Ur.
Las principales referencias encontradas de este rey se hallan en una inscripción en la que el mismo Utu-ḫegal se vanagloria de la expulsión definitiva de los gutis, conseguida con la derrota de su último rey Tiriqan: 

Enlil el rey de todas las tierras, encargó a Utu-ḫegal, el hombre fuerte, el rey de Uruk, el rey de las cuatro regiones, el rey que no falta a su palabra, la misión de aniquilar el nombre de Gutium... Tiriqan se tendió a los pies de Utu-ḫegal, el rey. Éste le pasó el pie en la nuca...